# آدولفو آلدانا
آدولفو آلدانا (انگلیسی: Adolfo Aldana؛ زادهٔ ۵ ژانویهٔ ۱۹۶۶) بازیکن سابق فوتبال اهل اسپانیا است که در پست هافبک راست بازی می‌کرد.
در طول ۱۱ فصل، او در مجموع لالیگا ۱۷۸ بازی و ۳۱ گل به ثمر رساند. در مجموع ۹ عنوان قهرمانی که عمدتاً در تیم‌های رئال‌ مادرید و دپورتیوو بازی می‌کرد، کسب کرد.
وی همچنین در تیم‌های ملی فوتبال زیر ۲۱ سال اسپانیا و اسپانیا بازی کرده‌است.

## زندگی حرفه‌ای
آلدانا در سن روکه، کادیس، اندلس به دنیا آمد. او که با باشگاه قدرتمند رئال مادرید در لالیگا بازی می‌کرد، با سختی فرصت‌هایی را برای بازی در میدان پیدا کرد چرا که این بازیکن افسانه‌ای باشگاه، عمدتاً از حضور در ترکیب اصلی محروم بود. با این حال، او همچنان توانست با زمان بازی محدود در مرنگز بازی خود را بکند - به عنوان مثال، در فصل ۹۰–۱۹۸۹، در آخرین عنوان لیگ، او تنها در ۱۳ بازی ۵ گل به ثمر رساند - و رئال را با بیش از ۱۰۰ بازی در مجموع ترک کرد.
آلدانا در سال ۱۹۹۲ با باشگاه فوتبال دپورتیوو لاکرونیا به رشد قرارداد امضا کرد و در تیم گالیسیایی‌ها به جایگاه بین‌المللی رسید و در ترکیب تیم نقش مهمی داشت.